# Francisco Adolfo de Anhalt-Bernburg-Schaumburg-Hoym
Francisco Adolfo de Anhalt-Bernburg-Schaumburg-Hoym (Castillo de Schaumburg, 7 de julio de 1724 - Halle an der Saale, 22 de abril de 1784) fue un príncipe alemán de la Casa de Ascania de la rama de Anhalt-Bernburg a través de la sub-rama de Anhalt-Bernburg-Schaumburg-Hoym.
Era el cuarto hijo varón (el tercero en sobrevivir) del Príncipe Víctor I Amadeo Adolfo de Anhalt-Bernburg-Schaumburg-Hoym, con su primera esposa Carlota Luisa, hija del Conde Guillermo Mauricio de Isenburg-Büdingen-Birstein.

## Biografía
La muerte de su hermano mayor sobreviviente, el Príncipe Heredero Cristián, en 1758 convirtió a Francisco Adolfo en heredero presunto de Anhalt-Bernburg-Schaumburg-Hoym, precedido solamente por su otro hermano mayor y nuevo heredero, el Príncipe Carlos Luis. Mantuvo su posición como heredero presunto hasta el nacimiento del primer hijo varón de Carlos Luis, Víctor Carlos Federico, en 1767.

## Matrimonio e hijos
Francisco Adolfo contrajo matrimonio en Nieder-Kaufung el 19 de octubre de 1762 con la condesa María Josefa de Hasslingen (13 de septiembre de 1741-m.Halle, 2 de diciembre de 1785), hija del conde Juan Wolfgang de Hasslingen, de una familia noble silesia. Fue elevada al rango de condesa por el emperador, lo que provocó que los hermanos de Francisco Adolfo pidieran al Reichshofrat una declaración conforme a que esta elevación no los perjudicara de ninguna manera (4 de septiembre de 1766); fueron rechazados (9 de enero de 1767). La unión produjo siete hijos, quienes fueron considerados dinásticos:
1. Víctor Federico (n. Halle, 28 de febrero de 1764 - m. Halle, 17 de octubre de 1767).
2. Carlota Luisa (n. Halle, 20 de abril de 1766 - m. Halle, 6 de enero de 1776).
3. Federico Francisco Cristóbal (n. Halle, 1 de mayo de 1769 - m. Genslack, Prusia Oriental, 19 de noviembre de 1807); desposó en Waldau, Kr. Lauban el 22 de junio de 1790 a Johanna Amalia Karoline Westarp (n. Brieg, 24 de agosto de 1773 - m. Brieg, 28 de julio de 1818), quien fue creada condesa de Westarp en 1798. La unión era morganática. La pareja tuvo cuatro hijos quienes fueron creados con su madre condes de Westarp:
  1. Conde Luis Federico Víctor de Westarp (n. Leipzig, 18 de mayo de 1791 - m. Freiwaldau, 7 de abril de 1850), desposó en Potsdam el 10 de febrero de 1822 a Franziska von Lavergne-Peguilhen (n. Plock, 2 de febrero de 1797 - m. Wiesbaden, 25 de noviembre de 1867). Sus descendientes en línea masculina llegan hasta el presente.
  2. Federico Alberto [de Westarp] (n. Brieg, 17 de octubre de 1792 - m. Brieg, 25 de octubre de 1792).
  3. Condesa María Carolina Adelaida de Westarp (n. Wiesbaden, 16 de enero de 1795 - m. Gandau, 1 de agosto de 1811).
  4. Conde Carlos Víctor Adolfo de Westarp (n. Grebenstein, 6 de abril de 1796 - m. Hamburgo, 4 de mayo de 1850); desposó en Berlín el 23 de junio de 1822 a la baronesa Paulina de Müffling (n. Erfurt, 17 de noviembre de 1803 - m. Potsdam, 15 de mayo de 1886). Sus descendientes en línea masculina llegan hasta el presente.
4. Victoria Amalia Ernestina (n. Halle, 11 de febrero de 1772 - m. Viena, 17 de octubre de 1817), desposó en primer lugar el 24 de junio de 1791 a Carlos de Hesse-Philippsthal (hijo del landgrave Guillermo de Hesse-Philippsthal) y por segunda vez el 16 de octubre de 1796 al conde Francisco de Wimpffen.[2]
5. Adolfo Carlos Alberto (n. Halle, 14 de julio de 1773 - m. Halle, 7 de febrero de 1776).
6. Leopoldo Luis (n. Halle, 8 de enero de 1775 - m. Halle, 28 de enero de 1776).
7. María Enriqueta (n. Halle, 10 de febrero de 1779 - m. Halle, 12 de junio de 1780).